# Ariocarpus

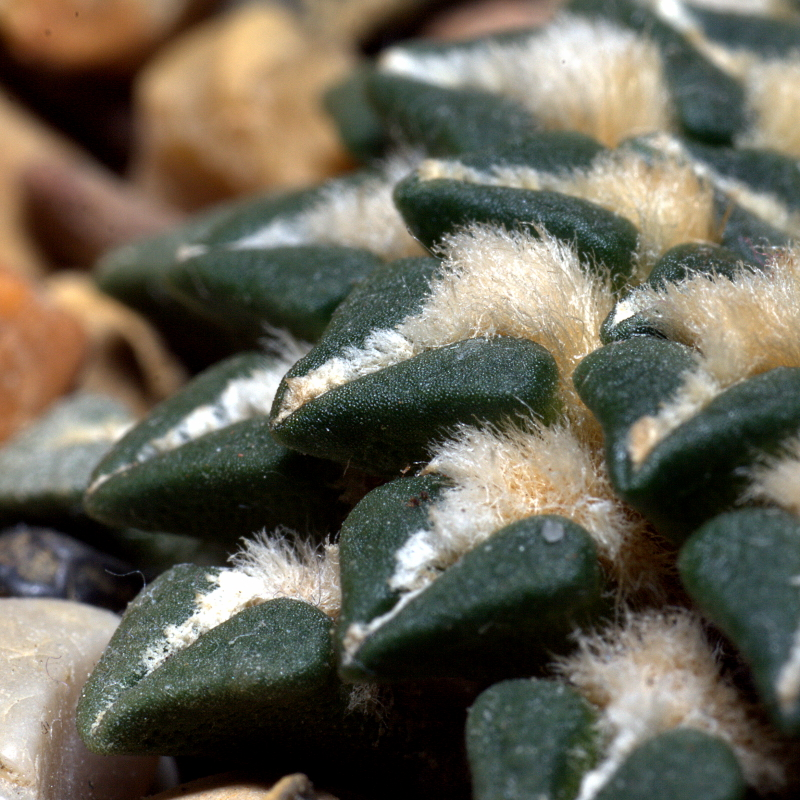
Die Areolen von Ariocarpus kotschoubeyanus sitzen in einer Furche und erstrecken sich über die gesamte Länge der Warzen. Dies war eines der Merkmale, die Alwin Berger 1925 dazu veranlasste, diese und zwei weitere Ariocarpus-Arten in die heute nicht mehr anerkannte Gattung Roseocactus auszugliedern.

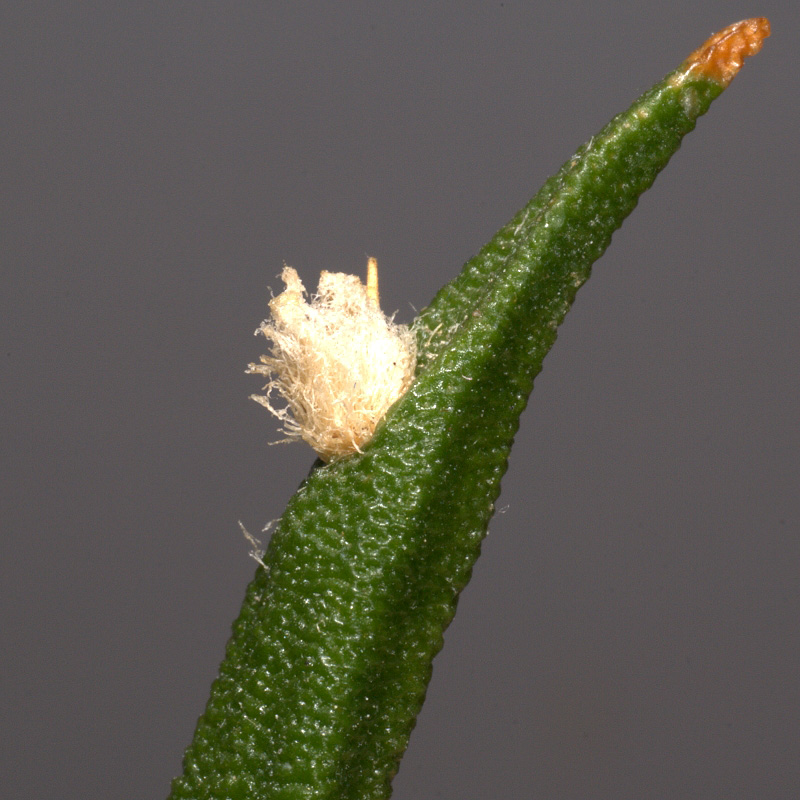
Die Areolen von Ariocarpus agavoides befinden sich in der Nähe der Warzenspitzen.

Ariocarpus ist eine Pflanzengattung in der Familie der Kakteengewächse (Cactaceae). Der Ursprung des botanischen Namens der Gattung ist ungewiss. Er verweist vermutlich auf die aus dem wolligen Scheitel erscheinenden mehlbeerartigen Früchte.
Die von Michael Joseph François Scheidweiler 1838 erstmals beschriebene Gattung ist vom Südwesten der Vereinigten Staaten bis ins nördliche Zentralmexiko verbreitet und hat ihr Hauptverbreitungsgebiet im Nordosten Mexikos. In Mexiko werden einige Arten durch die ansässigen Völker traditionell zur Leimherstellung sowie medizinisch genutzt.

## Beschreibung

### Vegetative Merkmale
Die Arten der Gattung Ariocarpus sind klein bleibend und wachsen geophytisch einzeln oder in Gruppen. Sie besitzen eine große, fleischige Pfahlwurzel, die von einem System von Schleimgängen durchzogen ist. Die Pflanzen ragen bis zu 2 Zentimeter, selten bis zu 10 Zentimeter, aus der Bodenoberfläche heraus und erreichen in der Regel Durchmesser von 5 bis 10 Zentimeter, selten von 3 bis 15 Zentimeter. Ihre kompakten Triebe bestehen aus Warzen, die bei einigen Arten blattartig geformt sind. Die mehr oder weniger dreieckigen Warzen sind rosettig oder mosaikförmig angeordnet. Sie erreichen eine Länge von 8 bis 20 Millimeter, selten bis zu 60 Millimeter und sind 11 bis 25 Millimeter, selten ab 3 Millimeter, breit. Rippen sind nicht vorhanden. Die Areolen können als wollige Furche auf der Warzenoberseite oder als rundes Polster nahe der Warzenspitze ausgebildet sein oder ganz fehlen. Dornen sind nur bei Sämlingen vorhanden. Gelegentlich treten sie jedoch an ausgewachsenen Warzen von Ariocarpus agavoides auf.

### Generative Merkmale
Die trichterförmigen Blüten entspringen an der Triebspitze aus der wolligen Basis junger Warzen und öffnen sich am Tag. Die Blüten weisen eine Länge von 1,5 bis 5 Zentimeter auf und erreichen einen ebensolchen Durchmesser. Ihre äußeren Perigonblätter sind bräunlich oder grünlich mit einer rosafarbenen Tönung, die inneren Perigonblätter sind weiß bis gelb oder rosa bis magenta gefärbt. Das Perikarpell und der Fruchtknoten sind kahl, die fünf bis zehn Fruchtblätter sind weiß.
Die keulenförmigen bis fast kugelförmigen, kahlen Früchte sind anfangs fleischig, bei Reife trocken und reißen nicht auf. Sie sind weiß oder cremefarben bis blass grünlich oder rötlich. Die Früchte sind 10 bis 25 Millimeter lang und 5 bis 10 Millimeter im Durchmesser. Ihr Fruchtfleisch ist weiß bis blass grünlich. Es enthält birnenförmige, schwarze, warzige Samen.

### Chromosomen
Die Basischromosomenzahl der Gattung entspricht mit {\displaystyle x=11} der aller Kakteengewächse. Untersucht wurden Ariocarpus fissuratus und Ariocarpus retusus, bei denen ein diploider Chromosomensatz mit {\displaystyle 2n=22} festgestellt wurde.

### Inhaltsstoffe

Strukturformel von N-Methyltyramin

In den Arten der Gattung Ariocarpus wurden bisher fünf verschiedene Phenylethylamine nachgewiesen, darunter das 1894 von Arthur Heffter in Ariocarpus fissuratus entdeckte Anhalonin, das heute unter der Bezeichnung Hordenin bekannt ist. Weitere nachgewiesene Phenylethylamine sind N-Methyltyramin, N-Methyl-3,4-dimethoxy-β-phenethylamin, N-Methyl-4-methoxy-β-phenethylamin und N,N-Dimethyl-3,4-dimethoxy-β-phenethylamin.
Der gelbe Pflanzenfarbstoff Retusin, der zuvor bereits künstlich hergestellt werden konnte, wurde in der Natur erstmals in Ariocarpus retusus entdeckt.

## Ökologie
Die Blütezeit reicht vom September bis Dezember. Die Früchte reifen im Spätfrühling. Über die Bestäuber und die Ausbreitung der Samen gibt es keine Angaben.

## Verbreitung und Standorte
Die Gattung Ariocarpus ist im US-amerikanischen, südwestlichen Texas bis in den Norden Mexikos in der Chihuahua-Wüste verbreitet, wo sie bevorzugt in den trockenen Gips- und Kalksteinebenen in Höhenlagen zwischen 200 und 2000 Metern, gelegentlich auch darüber, in Gipfelnähe niedriger Hügel vorkommt. Zum Hauptverbreitungsgebiet gehören die mexikanischen Bundesstaaten Nuevo León, Tamaulipas, San Luis Potosí und Guanajuato. Als Begleitvegetation sind Agave lecheguilla, Jatropha spathulata, Larrea divaricata, Opuntia-Arten, Mammillaria-Arten, Echinocereus-Arten und Yucca-Arten vorhanden.

## Systematik

### Äußere Systematik
Ariocarpus  wird innerhalb der Familie der Kakteengewächse in die Tribus Cacteae eingeordnet. Molekulargenetische Untersuchungen gruppieren die Gattung Ariocarpus gemeinsam mit den Gattungen Strombocactus, Turbinicarpus und Epithelantha in einer gut ausgeprägten Klade:
|  | \| \| Turbinicarpus schmiedickeanus \| \| \| \| \| \| Turbinicarpus viereckii \| \| \| \| |
|  |                                                                                           |
|  | Turbinicarpus gielsdorfianus                                                              |
|  |                                                                                           |
|  | Turbinicarpus schmiedickeanus                                                             |
|  |                                                                                           |
|  | Turbinicarpus viereckii                                                                   |
|  |                                                                                           |

|  | Turbinicarpus schmiedickeanus |
|  |                               |
|  | Turbinicarpus viereckii       |
|  |                               |

|  | \| \| Ariocarpus fissuratus \| \| \| \| \| \| Ariocarpus bravoanus \| \| \| \| |
|  |                                                                                |
|  | Ariocarpus agavoides                                                           |
|  |                                                                                |
|  | Ariocarpus fissuratus                                                          |
|  |                                                                                |
|  | Ariocarpus bravoanus                                                           |
|  |                                                                                |

|  | Ariocarpus fissuratus |
|  |                       |
|  | Ariocarpus bravoanus  |
|  |                       |

|  | \| \| Turbinicarpus schmiedickeanus \| \| \| \| \| \| Turbinicarpus viereckii \| \| \| \| |
|  |                                                                                           |
|  | Turbinicarpus gielsdorfianus                                                              |
|  |                                                                                           |
|  | Turbinicarpus schmiedickeanus                                                             |
|  |                                                                                           |
|  | Turbinicarpus viereckii                                                                   |
|  |                                                                                           |

|  | Turbinicarpus schmiedickeanus |
|  |                               |
|  | Turbinicarpus viereckii       |
|  |                               |

|  | \| \| Ariocarpus fissuratus \| \| \| \| \| \| Ariocarpus bravoanus \| \| \| \| |
|  |                                                                                |
|  | Ariocarpus agavoides                                                           |
|  |                                                                                |
|  | Ariocarpus fissuratus                                                          |
|  |                                                                                |
|  | Ariocarpus bravoanus                                                           |
|  |                                                                                |

|  | Ariocarpus fissuratus |
|  |                       |
|  | Ariocarpus bravoanus  |
|  |                       |

|  | Strombocactus disciformis                                        |
|  |                                                                  |
|  | Turbinicarpus pseudomacrochele (≡ Kadenicarpus pseudomacrochele) |
|  |                                                                  |

|  | \| \| Turbinicarpus schmiedickeanus \| \| \| \| \| \| Turbinicarpus viereckii \| \| \| \| |
|  |                                                                                           |
|  | Turbinicarpus gielsdorfianus                                                              |
|  |                                                                                           |
|  | Turbinicarpus schmiedickeanus                                                             |
|  |                                                                                           |
|  | Turbinicarpus viereckii                                                                   |
|  |                                                                                           |

|  | Turbinicarpus schmiedickeanus |
|  |                               |
|  | Turbinicarpus viereckii       |
|  |                               |

|  | \| \| Ariocarpus fissuratus \| \| \| \| \| \| Ariocarpus bravoanus \| \| \| \| |
|  |                                                                                |
|  | Ariocarpus agavoides                                                           |
|  |                                                                                |
|  | Ariocarpus fissuratus                                                          |
|  |                                                                                |
|  | Ariocarpus bravoanus                                                           |
|  |                                                                                |

|  | Ariocarpus fissuratus |
|  |                       |
|  | Ariocarpus bravoanus  |
|  |                       |

|  | \| \| Turbinicarpus schmiedickeanus \| \| \| \| \| \| Turbinicarpus viereckii \| \| \| \| |
|  |                                                                                           |
|  | Turbinicarpus gielsdorfianus                                                              |
|  |                                                                                           |
|  | Turbinicarpus schmiedickeanus                                                             |
|  |                                                                                           |
|  | Turbinicarpus viereckii                                                                   |
|  |                                                                                           |

|  | Turbinicarpus schmiedickeanus |
|  |                               |
|  | Turbinicarpus viereckii       |
|  |                               |

|  | \| \| Ariocarpus fissuratus \| \| \| \| \| \| Ariocarpus bravoanus \| \| \| \| |
|  |                                                                                |
|  | Ariocarpus agavoides                                                           |
|  |                                                                                |
|  | Ariocarpus fissuratus                                                          |
|  |                                                                                |
|  | Ariocarpus bravoanus                                                           |
|  |                                                                                |

|  | Ariocarpus fissuratus |
|  |                       |
|  | Ariocarpus bravoanus  |
|  |                       |

|  | Strombocactus disciformis                                        |
|  |                                                                  |
|  | Turbinicarpus pseudomacrochele (≡ Kadenicarpus pseudomacrochele) |
|  |                                                                  |

|  | \| \| Turbinicarpus schmiedickeanus \| \| \| \| \| \| Turbinicarpus viereckii \| \| \| \| |
|  |                                                                                           |
|  | Turbinicarpus gielsdorfianus                                                              |
|  |                                                                                           |
|  | Turbinicarpus schmiedickeanus                                                             |
|  |                                                                                           |
|  | Turbinicarpus viereckii                                                                   |
|  |                                                                                           |

|  | Turbinicarpus schmiedickeanus |
|  |                               |
|  | Turbinicarpus viereckii       |
|  |                               |

|  | \| \| Ariocarpus fissuratus \| \| \| \| \| \| Ariocarpus bravoanus \| \| \| \| |
|  |                                                                                |
|  | Ariocarpus agavoides                                                           |
|  |                                                                                |
|  | Ariocarpus fissuratus                                                          |
|  |                                                                                |
|  | Ariocarpus bravoanus                                                           |
|  |                                                                                |

|  | Ariocarpus fissuratus |
|  |                       |
|  | Ariocarpus bravoanus  |
|  |                       |

|  | \| \| Turbinicarpus schmiedickeanus \| \| \| \| \| \| Turbinicarpus viereckii \| \| \| \| |
|  |                                                                                           |
|  | Turbinicarpus gielsdorfianus                                                              |
|  |                                                                                           |
|  | Turbinicarpus schmiedickeanus                                                             |
|  |                                                                                           |
|  | Turbinicarpus viereckii                                                                   |
|  |                                                                                           |

|  | Turbinicarpus schmiedickeanus |
|  |                               |
|  | Turbinicarpus viereckii       |
|  |                               |

|  | \| \| Ariocarpus fissuratus \| \| \| \| \| \| Ariocarpus bravoanus \| \| \| \| |
|  |                                                                                |
|  | Ariocarpus agavoides                                                           |
|  |                                                                                |
|  | Ariocarpus fissuratus                                                          |
|  |                                                                                |
|  | Ariocarpus bravoanus                                                           |
|  |                                                                                |

|  | Ariocarpus fissuratus |
|  |                       |
|  | Ariocarpus bravoanus  |
|  |                       |

|  | Strombocactus disciformis                                        |
|  |                                                                  |
|  | Turbinicarpus pseudomacrochele (≡ Kadenicarpus pseudomacrochele) |
|  |                                                                  |

|  | \| \| Turbinicarpus schmiedickeanus \| \| \| \| \| \| Turbinicarpus viereckii \| \| \| \| |
|  |                                                                                           |
|  | Turbinicarpus gielsdorfianus                                                              |
|  |                                                                                           |
|  | Turbinicarpus schmiedickeanus                                                             |
|  |                                                                                           |
|  | Turbinicarpus viereckii                                                                   |
|  |                                                                                           |

|  | Turbinicarpus schmiedickeanus |
|  |                               |
|  | Turbinicarpus viereckii       |
|  |                               |

|  | \| \| Ariocarpus fissuratus \| \| \| \| \| \| Ariocarpus bravoanus \| \| \| \| |
|  |                                                                                |
|  | Ariocarpus agavoides                                                           |
|  |                                                                                |
|  | Ariocarpus fissuratus                                                          |
|  |                                                                                |
|  | Ariocarpus bravoanus                                                           |
|  |                                                                                |

|  | Ariocarpus fissuratus |
|  |                       |
|  | Ariocarpus bravoanus  |
|  |                       |

|  | \| \| Turbinicarpus schmiedickeanus \| \| \| \| \| \| Turbinicarpus viereckii \| \| \| \| |
|  |                                                                                           |
|  | Turbinicarpus gielsdorfianus                                                              |
|  |                                                                                           |
|  | Turbinicarpus schmiedickeanus                                                             |
|  |                                                                                           |
|  | Turbinicarpus viereckii                                                                   |
|  |                                                                                           |

|  | Turbinicarpus schmiedickeanus |
|  |                               |
|  | Turbinicarpus viereckii       |
|  |                               |

|  | \| \| Ariocarpus fissuratus \| \| \| \| \| \| Ariocarpus bravoanus \| \| \| \| |
|  |                                                                                |
|  | Ariocarpus agavoides                                                           |
|  |                                                                                |
|  | Ariocarpus fissuratus                                                          |
|  |                                                                                |
|  | Ariocarpus bravoanus                                                           |
|  |                                                                                |

|  | Ariocarpus fissuratus |
|  |                       |
|  | Ariocarpus bravoanus  |
|  |                       |

|  | Strombocactus disciformis                                        |
|  |                                                                  |
|  | Turbinicarpus pseudomacrochele (≡ Kadenicarpus pseudomacrochele) |
|  |                                                                  |

### Innere Systematik
Die Erstbeschreibung erfolgte 1838 durch Michael Joseph François Scheidweiler (1799–1861). Der botanische Name, zu dessen Ableitung Scheidweiler nichts mitteilte, leitet sich wahrscheinlich von den griechischen Worten aria (ἀρία) für ‚Mehlbeere‘ (Sorbus aria) und karpos (καρπός) für ‚Frucht‘ ab. Eine zweite mögliche Deutung für den ersten Namensbestandteil wäre eine Verstümmelung des griechischen Wortes erion (ἔριον) für ‚Wolle‘.
Die Typusart der Gattung ist Ariocarpus retusus. Die lange Zeit gebräuchliche Unterteilung der Gattung in die beiden Untergattungen Ariocarpus subg. Ariocarpus und Ariocarpus subg. Roseocactus ließ sich nicht aufrechterhalten, da die Übergänge zwischen den einzelnen Arten fließend sind. Synonyme der Gattung sind Anhalonium Lem. (1839), Roseocactus A.Berger (1925) und Neogomesia Castañeda (1941).

#### Systematik nach N.Korotkova et al. (2021)
Die Gattung umfasst folgenden Arten:
- Ariocarpus agavoides (Castañeda) E.F.Anderson
- Ariocarpus bravoanus H.M.Hern. & E.F.Anderson
  - Ariocarpus bravoanus subsp. bravoanus
  - Ariocarpus bravoanus subsp. hintonii (Stuppy & N.P.Taylor) E.F.Anderson & W.A.Fitz Maur.
- Ariocarpus fissuratus (Engelm.) K.Schum.
- Ariocarpus kotschoubeyanus (Lem.) K.Schum.
- Ariocarpus retusus Scheidw.
- Ariocarpus scaphirostris Boed.
- Ariocarpus trigonus (F.A.C.Weber) K.Schum.

und die Hybriden
- Ariocarpus ×drabi Halda & Sladk.
Naturhybride aus Ariocarpus retusus und Ariocarpus kotschoubeyanus
- Ariocarpus ×dubeniorum Halda & Malina
Kulturhybride aus Ariocarpus scaphirostris und Ariocarpus agavoides
- Ariocarpus ×nelissae Halda & Panar.
Kulturhybride aus Ariocarpus agavoides und Ariocarpus retusus subsp. scapharostroides

#### Systematik nach E.F.Anderson/Eggli (2005)
Die Gattung Ariocarpus umfasst folgende Arten, Unterarten und Hybriden:
- Ariocarpus agavoides (Castañeda) E.F.Anderson
  - Ariocarpus agavoides subsp. agavoides
  - Ariocarpus agavoides subsp. sanluisensis (Sotom., Arred., Sánchez Barra & Mart.Mend.) = Ariocarpus agavoides (Castañeda) E.F.Anderson
- Ariocarpus bravoanus H.M.Hern. & E.F.Anderson
  - Ariocarpus bravoanus subsp. bravoanus
  - Ariocarpus bravoanus subsp. hintonii (Stuppy & N.P.Taylor) E.F.Anderson & W.A.Fitz Maur.
- Ariocarpus fissuratus (Engelm.) K.Schum.
- Ariocarpus kotschoubeyanus (Lem.) K.Schum.
- Ariocarpus retusus Scheidw.
  - Ariocarpus retusus subsp. retusus
  - Ariocarpus retusus subsp. trigonus (F.A.C.Weber) E.F.Anderson & W.A.Fitz Maur. ≡ Ariocarpus trigonus (F.A.C.Weber) K.Schum.
- Ariocarpus scaphirostris Boed.

und die Hybriden
- Ariocarpus ×drabii Halda & Sladk.
- Ariocarpus ×dubniorum Halda & Malina

## Botanische Geschichte

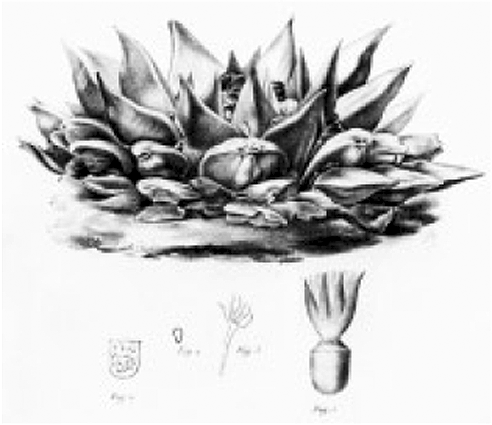
Zeichnung aus Scheidweilers Erstbeschreibung der Gattung von 1838.

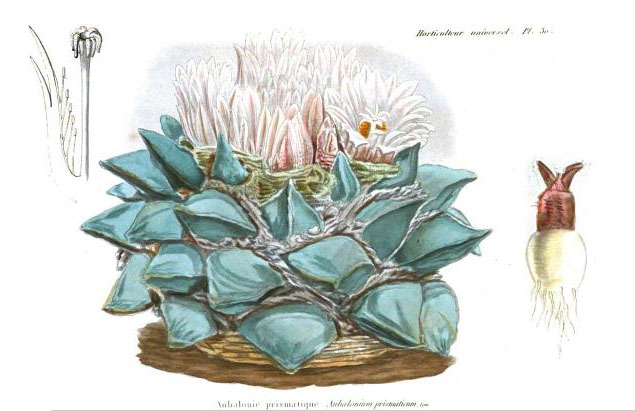
Zeichnung aus Lemaires Beschreibung der Gattung von 1839.

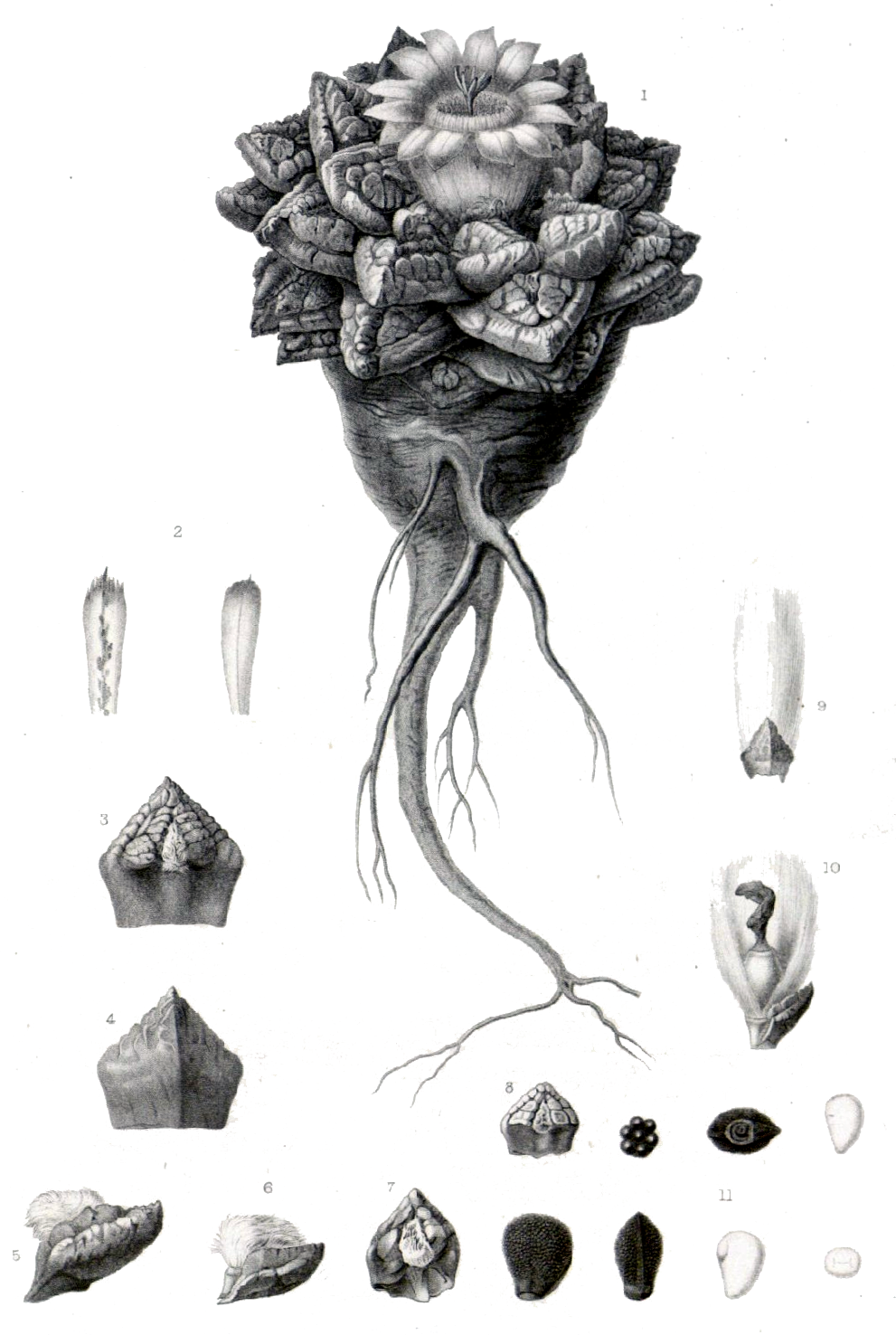
Engelmanns Darstellung von Ariocarpus fissuratus aus dem Jahr 1859

Henri Guillaume Galeotti (1814–1858), der sich seit Ende 1835 in Mexiko aufhielt, fand die ersten Pflanzen in den Spalten von Porphyrfelsen bei San Luis Potosí in Höhenlagen von 2300 bis 2400 Metern. Er schickte sie an seinen belgischen Auftraggeber Philippe Marie Guillaume Vandermaelen (1795–1869) nach Brüssel. Michael Joseph François Scheidweiler erkannte 1838, dass es sich um eine bisher unbeschriebene Pflanzengattung handelte und beschrieb sie als Ariocarpus retusus. Charles Lemaire, der die Veröffentlichung Scheidweilers vermutlich nicht kannte, beschrieb 1839 die Art unter dem neuen Namen Anhalonium prismaticum nach Pflanzen aus der Sammlung von Hippolyte Boissel de Monville.
Die zweite Art, Ariocarpus kotschoubeyanus, wurde vom bayrischen Naturforscher und Pflanzensammler Baron Wilhelm Friedrich von Karwinski (1799–1855) auf dessen zweiter Mexikoreise von 1840 bis 1843 bei San Luis Potosí entdeckt. 1842 schickte er Exemplare an seinen Gönner Wassili Wiktorowitsch Kotschubei (1812–1850) und den Botanischen Garten in Sankt Petersburg. Eines der Exemplare ging nach Paris, wo es sogleich von Charles Lemaire als Anhalonium kotschoubeyanum beschrieben wurde. Die Art blieb fast 50 Jahre verschollen, bevor sie durch Frédéric Albert Constantin Weber wiedergefunden wurde.
In seiner 1856 erschienenen Zusammenstellung der Kakteenarten der Vereinigten Staaten und der angrenzenden Gebiete beschrieb George Engelmann die heute als Ariocarpus fissuratus bekannte dritte Art der Gattung. Er ordnete sie zunächst als Mammillaria fissuratus in die Gattung Mammillaria ein und stellte sie in die Untergattung Anhalonium. Drei Jahre später, nachdem er in Europa die bereits bekannten Arten studieren konnte, gelangte er zur Auffassung, dass eine eigenständige Gattung Anhalonium gerechtfertigt sei.
1893 folgte die Erstbeschreibung von Anhalonium trigonum durch Frédéric Albert Constantin Weber, die heutige Unterart Ariocarpus retusus subsp. trigonus.
Die aufgrund der Prioritätsregel eigentlich unrechtmäßige Gattungsbezeichnung Anhalonium blieb lange Zeit in Gebrauch, obgleich nicht alle Botaniker die Gattung anerkannten. William Botting Hemsley (1880) und Sereno Watson (1890) integrierten die bekannten Arten in die Gattung Mammillaria. John Merle Coulters Verdienst war es, für die Art Anhalonium williamsii die neue Gattung Lophophora zu schaffen. Erst durch zwei unabhängig voneinander 1898 veröffentlichte Arbeiten von Karl Moritz Schumann bzw. Charles Henry Thompson begann sich der korrekte Gattungsname Ariocarpus gegen Ende des 19. Jahrhunderts durchzusetzen. Nathaniel Lord Britton und Joseph Nelson Rose erkannten 1922 im dritten Band ihrer Monographie The Cactaceae schließlich mit Ariocarpus retusus, Ariocarpus fissuratus und Ariocarpus kotschoubeyanus drei Arten der Gattung an. 1930 ergänzte Friedrich Bödeker die bekannten Arten um die Beschreibung von Ariocarpus scapharostrus.
Von Ende der 1950er bis Mitte der 1960er Jahre führte Edward Frederick Anderson im Rahmen seiner Promotion umfangreiche Untersuchungen an den Gattungen Ariocarpus, Roseocactus, Neogomesia, Lophophora, Pelecyphora und Obregonia durch, die unter anderem zu einer umfassenden Revision der Gattung Ariocarpus führten. In seinen Untersuchungen richtete er sein Augenmerk insbesondere auf die 1925 durch Alwin Berger von Ariocarpus abgespaltene Gattung Roseocactus sowie auf die 1941 von Marcelino Castañeda mit Unterstützung von William Taylor Marshall beschriebene Gattung Neogomesia (Ariocarpus agavoides). Anderson gelangte zur Auffassung, dass die beiden Gattungen Roseocactus und Neogomesia nicht zu rechtfertigen seien und reduzierte die Anzahl der Arten auf sechs.
Neubeschreibungen von Ende der 1980er und Anfang der 1990er Jahre von Ariocarpus fissuratus var. hintonii durch Wolfgang Hermann Stuppy und Nigel Paul Taylor und Ariocarpus bravoanus durch Anderson und Héctor Manuel Hernández sowie neuere Feldstudien veranlassten Anderson und seinen Co-Autor Walter Alfred Fitz Maurice 1987 zu einer erneuten Begutachtung der Gattung, deren Ergebnis bisher allgemein anerkannt ist. Die nur ein Jahr später veröffentlichte Bearbeitung der Gattung durch Josef Jakob Halda, in der er eine alte Idee von Marshall wieder aufgriff und die Gattungen Obregonia, Strombocactus und Pelecyphora als Untergattungen von Ariocarpus behandelte, blieb unbeachtet und wird durch die aktuellen Forschungsergebnisse nicht unterstützt.

## Gefährdung
Durch illegales Sammeln an ihren natürlichen Standorten und den Handel mit ihnen sind zahlreiche Arten der Gattung in ihrem Bestand gefährdet. Auf Vorschlag der Vereinigten Staaten wurden 1981 zunächst die beiden Arten Ariocarpus agavoides und Ariocarpus scaphirostris in den Anhang I des Washingtoner Artenschutz-Übereinkommens aufgenommen. Zwei Jahre später folgte, ebenfalls auf Antrag der Vereinigten Staaten, Ariocarpus trigonus. Die Evaluierung des weltweiten Handels mit Kakteen durch Sara Oldfield führte schließlich dazu, dass die Niederlande beantragten, alle Arten der Gattung Ariocarpus in den Anhang I aufzunehmen. Die 1992 in Kyōto tagende CITES-Konferenz nahm diesen Antrag an. Seit dem 11. Juni 1992 ist daher die gesamte Gattung durch das Washingtoner Artenschutz-Übereinkommen geschützt.
Für einige Arten gibt es in der Roten Liste gefährdeter Arten der IUCN Angaben über den Gefährdungsstatus. Die Unterart Ariocarpus bravoanus subsp. bravoanus gilt als vom Aussterben bedroht („Critically Endangered“), die Unterart Ariocarpus bravoanus subsp. hintonii und die Arten Ariocarpus agavoides sowie Ariocarpus scaphirostris werden als gefährdet („Vulnerable“) angesehen. Ariocarpus kotschoubeyanus wird als Art der Vorwarnliste („Near Threatened“) eingestuft. Ariocarpus retusus und die Unterart Ariocarpus retusus subsp. trigonus gelten in der Natur nicht als gefährdet („Least Concern (LC)“).

## Traditionelle Nutzung
Die in Mexiko ansässigen Völker gewinnen aus den Wurzeln der Pflanzen einen Schleimstoff, den sie als Leim zur Reparatur von Tonwaren einsetzen. Auf diese Nutzung verweist auch der häufig anzutreffende Trivialname „Chaute“, der so viel wie ‚Leim‘ bedeutet. Verschiedene Arten werden medizinisch genutzt. Sie werden zur Behandlung von Prellungen, Wunden und Bissen sowie zur Linderung von Fieber und rheumatische Beschwerden eingesetzt. Einheimische Läufer kauen die Pflanzen oder trinken ein daraus hergestelltes Mittel, um ihre Ausdauer zu erhöhen. Die Huichol und die Tarahumara fürchten sie als falschen Peyotl-Kaktus, der Menschen verrückt macht.

## Nachweise